# Descoperiri arheologice din Stremț, Alba
În zona localității Stremț din județul Alba, România s-au făcut mai multe descoperiri arheologice care atestă existența în zonă a unor civilizații succesive începând cu perioada neolitică.

## Preistorie
Din preistorie s-au păstrat urme de viețuire și pe raza comunei Stremț. În peșterile de la Geomal, în punctele numite „Dobre” și la „Fața Pietrii”, s-au descoperit unelte de silex și piatră cioplită din peștera zidită, conform informațiilor primite de la localnici, dar atribuirea lor epocii paleolitice este nesigură, în lipsa unor cercetări arheologice sistematice.
Importante descoperiri arheologice din perioada neolitică, pe raza comunei Stremț, există în mai multe locuri, de exemplu la Măgura Stremțului, s-a colectat o bogată ceramică neolitică și eneolitică, în diverse forme și tehnici de lucru, păstrîndu-se și urme de terase. Așezarea, deosebit de bogată în materiale de tip Coțofeni și Wietenberg, prezintă urme de locuire de lungă durată, fiind ridicată pe un deal fortificat natural, pe trei laturi, ceea ce și explică numeroasele terase și valuri de pământ care o înconjoară. Numeroase descoperiri eneolitice au fost semnalate și în punctele „După Vii” din Stremț, „Cuciu” din Geoagiul de Sus și Măgura Geomalului, precum și în alte locuri din Geomal sau Geoagiu de Sus, toate acestea dovedind o intensă locuire și în epocile bronzului și fierului. 
În hotarul satului Stremț au fost descoperite urmele unor așezări foarte vechi într-o zonă înaltă situată la 300 m nord-vest de grajduri, în locul numit „După vii”. Urmele altei așezări din epoca bronzului au fost scoase la iveală din locul denumit Valea Bercului. 
Pe teritoriul localității sunt menționate urmele unor așezări străvechi din neolitic, epoca bronzului și din a doua epocă a fierului. Teaca de bronz a unui pumnal și fragmente ceramice datând din aceeași epocă sunt expuse la Muzeul din Aiud (3397, 3415, 3417, 3418). Fragmentele ceramice pot fi văzute și astăzi, dar unele exponate s-au pierdut. Cele două inscripții raportate de unii la Stremț CIL III 940, 941 provin de fapt de la Geoagiul de Sus, altă inscripție CIL III 7767, azi la MIT a fost adusă din Alba Iulia. Au fost găsiți și doi denari romani de la L. Verus și Maximinus.
În locul denumit „După vii”, a fost distrus în urma lucrărilor agricole un mormânt scitic de înhumare, dar în urma lucrărilor a fost recuperat un mâner de bronz al unui pumnal de tip „akinakai” cu miez de fier, de la care se păstrează și începutul lamei de fier. Mânerul prevăzut cu bară și gardă cordiformă are pe fețele late o adâncitură longitudinală. (Din păcate nu se mai află la muzeul din Aiud.) 
În partea de nord a vetrei satului Geoagiu de Sus, pe culmea „Cuciu”, se află urmele unei așezări aparținând culturii Coțofeni și un mic cimitir tumular numărând 4 tumuli, identificați în 1972 de arheologul Horia Ciugudean de la Muzeul din Alba Iulia, care a efectuat săpături la unul din ei. Având o formă elipsoidală, cu axa mare de 12 m și axa mică de 8 m, tumulul era puternic aplatizat, înălțimea actuală nedepășind 0,6 cm, avea o formă bombată datorată unei mantale formate din bolovani de calcar cu dimensiunile cuprinsă între 0,25–0,3 m. Au fost descoperite un număr de morminte, toate de înhumare, depuse sub stratul de bolovani sau între aceștia în cazul înmormântărilor secundare. Inventarul funerar modest este compus din vase ceramice, microlite de obsidian sau silex, un fragment de ac din cupru. După aprecierea specialiștilor tumulul aparține perioadei de început a epocii bronzului. 
Pentru satul Geomal, sunt menționați la poalele sudice ale Măgurii Geomalului mai mulți tumuli, unii dintre ei distruși în urma lucrărilor agricole. Se apreciază că ei datează de la începutul epocii bronzului, mil. II î.Hr.
Profesorul Ciprian Dărămuș menționează existența mormintelor tumulare pe întreaga suprafață ce desparte satul Geoagiu de Sus de Geomal. Din locuri neprecizate provin următoarele piese arheologice: un fragment de cărămidă romană cu urme imprimate MIC 2420 și un denar de la Septimius Severus; trei monede romane în muzeul de istorie din Aiud. Din epoca romană semnalăm pe teritoriul satului Geoagiu de Sus un capitel de coloană și câteva monede imperiale. 
La aceste piese se adaugă și contribuția medicului maghiar Jenő Boer care a donat în jur de douăzeci de piese arheologice muzeului de istorie din Aiud, păstrate până în prezent.
În toamna anului 1960 s-a identificat pe raza satului Geoagiul de Sus ceramica aparținând culturii Starčevo-Criș, din neolitic, în jurul Măgurii și la pârâul Cașului. Ceramica aparținând acestei culturi este rezultatul prelucrării lutului din zonă, cu apă și pleavă de cereale. Prezența ceramicii și a altor urme materiale atestă existența unei așezări încă din mileniul IV î.Hr..
Cercetările ulterioare evidențiază prezența pe raza comunei și a ceramicii aparținând culturii Coțofeni. În apropierea cotei 459, la Geoagiu de Sus s-au descoperit urmele unei așezări situată pe o înălțime „fortificată” natural aflată la confluența unor pâraie a căror văi abrupte asigură o poziție de apărare. Ceramica găsită aici prezintă ornamente adâncite incizate, ceea ce dovedește că olăritul ce se practica asigura locuitorilor vase pentru strecurarea laptelui și accesorii folosite la torsul lânei: fusaiole greutăți pentru fusul de tors făcute din lut nears, descoperite în locul numit „Sub Măgură”.
Fusaiole din lut ars au fost descoperite și la Stremț în locul denumit „După vii”, precum și fragmente de vase care arată că locuitorii celor două așezări se ocupau cu creșterea animalelor, în condițiile naturale favorabile oferite de pășunile naturale și poienile pădurilor învecinate. Urmele de vase descoperite prezintă benzi incizate sau umplute cu linii paralele, erau vase mari de lut nears și ars în care erau păstrate pentru consum semințele cerealelor cultivate - ceea ce atestă că locuitorii de pe terasa ”După vii” practicau o agricultură primitivă pe terenurile aflate în apropierea văii Stremțului și a văii largi a Mureșului. Ceramica culturii Coțofeni, descoperită la Stremț și Geoagiu de Sus, arată că în ambele așezări „proprietarii” pământurilor erau agricultori și crescători de animale. 
Perioada de tranziție de la neolitic la epoca bronzului, când valurile succesive de păstori nomazi de origine indo-europeană provoacă dezagregarea vieții neolitice, este atestată sub Măgură (Fântâna Mare, Fântâna Mică, etc) prin urmele culturii Coțofeni, constând în resturi de vase, decorate cu benzi incizate cu liniuțe paralele. 
Epoca bronzului este reprezentată în zonă prin mai multe așezări aparținând culturii Wietenberg, a cărei ceramică este decorată cu ornamente spiralate sau meandrice; se practică incizia suprafeței vasului, împunsăturile, ștampilările și încrustările. La Stremț s-au găsit urmele unor cuptoare „primitive” de prelucrare a metalelor cu zgură de bronz și de fier. La Geoagiu de Sus, în locul denumit „La Curături”, s-a descoperit un vârf de lance de bronz relativ bine conservat.

## Antichitatea
Puternicul trib al apulilor a reușit, sub conducerea regelui Rubobostes, să-și asigure în a doua jumătate a mileniului I î.Hr. supremația militară și economică în regiune.
Prin construirea cetății de la Piatra Craivii (Apoulon), aflată la aproximativ 11 km de Stremț și Geoagiu, aceasta devine un centru administrativ și mai ales militar în jurul căreia vor gravita toate așezările dacilor din zonă.
După ce Imperiul Roman a cucerit regatul Dacia, cuceritorii romani au construit pe cursul mijlociu al Mureșului un castru militar, care a devenit sediul administrativ al provinciei Dacia Superior și apoi al Daciei apulensis, unde se afla comandamentul Legiunii a XIII-a Gemina, una din cele mai puternice legiuni staționate în Dacia. În jurul noului centru militar, politic și administrativ au luat ființă o serie de colonii romane sau villa rustica în locul vechilor așezări dacice: la Stremț, Șard, Ighiu, Cricău, Galda de Jos, Benic, Tăuți, Zlatna, Pețelca, Partoș, Micești, Oarda de Jos, Berghin. 
Noile colonii au ajuns în scurt timp la un nivel ridicat de bunăstare și cultură. Urmele arheologice descoperite la Stremț, în locul „După vii” atestă existența unei colonii, așezată în N-E-ul actualei vetre a satului în apropierea vechii fortificații „Cetățele”, plasată pe traseul drumului roman Apulum–Napoca. Era un punct militar și vamal.
Substrucții de clădiri din piatră romane au fost găsite în vatra satului. Din acest teritoriu provin fragmente de vase aflate la muzeul din Aiud (inv. 3411, 3511), cărămizi ștampilate, fragmente de opaițe de lut, o cheie, capiteluri de coloane, o statuie de bronz reprezentând „un genius” înaripat MIT 4231, o fibulă, un glob de bronz, expuse la muzeul din Aiud 3400, o monedă de argint, etc. 
Materialul arheologic găsit la fața locului a fost în parte donat muzeului din Alba Iulia, piesele mai puțin valoroase devenind exponate în cadrul micului muzeu de la școala generală din localitate. Materialul arheologic descoperit aici este divers: altare închinate zeităților romane, monumente funerare, țigle și cărămizi ștampilate, vase din ceramică, opaițe, fusaiole pentru tors.
Cele două altare romane descoperite la Stremț sunt dedicate zeițelor Diana și Nemesis și prezintă interes prin inscripțiile lor. 
Altarul dedicat zeiței vânătorii, pădurilor și lunii, Diana, are următoarea inscripție în latină:
```
DIANE, AUG
PRO – SALUTE
IMP. GAES. TITI
AELHADRANTO
NINI AUG PII PP
MSTATUIS PRS.
V.S.L.M.
```

Specialiștii de la muzeul din Alba Iulia au descifrat inscripția astfel: „Diane Augusta pro salute Imperatoris Caesari Titi Aeli Hadriani Antonini Augusti Pii, patris patriae, Marcus Statius Priscus, legatus Augusti pro praetore, votum solvit libens merito”. Ca atare, monumentul a fost ridicat în timpul împăratului Hadrian de Marcus Statius Priscus, care avea rangul legatus augusti pro praetore. 
Pe altarul zeiței Nemesis „patroana justiției și răzbunării divine” se află inscripția:
```
NEMEST REGIN
CSPED VALE
RIANUS DEC
COLLEGI FAB
PRO SALUTE
ORUM QV
MNIUM
S.L 
```

Arheologul Adalbert Cserni, în lucrarea dedicată arheologiei județului Alba, amintește între obiectele din epoca romană de pe teritoriul comunei Stremț existența unor statui, cioburi de lampă rotundă din teracotă, a unei chei și mai ales a unor cărămizi romane sigilate. În studiile sale, Cserni propune pentru localizarea orașului Brucla trei ipoteze: s-ar fi putut afla între Cricău și Tibru (supoziție susținută de istoricul Akner pe motiv că acolo se găsesc oseminte romane din cimitirul orașului, dar este puțin probabil ca romanii să își fi transportat morții la o distanță atât de mare, (o milă) trecînd peste un deal și o vale ca să îi îngroape pe coasta de nord-vest a satului). O altă ipoteză așază Brucla între Teiuș și Aiud, este îmbrățișată de istoricii aiudeni, iar o a treia localizează orașul roman Brucla între Stremț și Gârbova de Sus.
Tabula Peutingeriana, hartă romană unde apar orașele din Dacia, atestă faptul că orașul se afla la 7,12 miliare romane de Apulum adică 16,17 km. Cărămizile romane ștampilate (probabil cu însemele Legiunii a XIII-a Gemina), de care amintește Adalbert Czerni, drumul roman care probabil n-ar fi trecut pe aici dacă nu era o zonă importantă, cimitirul cu plăci funerare pe care se aflau sculptați lei de care amintesc reprezentanții coloniei artistice de la Stremț, altarele romane închinate zeițelor Diana și Nemesis, care presupuneau preoți și o localitate urbană. Profesorul Samuel Fenichel de la Colegiul Bethlen din Aiud a cercetat o peșteră, a cărei urmă s-a pierdut între timp, în care probabil se oficia cultul zeului Mithra, aflată undeva între Stremț și Râmeț, pe valea Geoagiului. Chiar dacă nu toate aceste argumente pot fi probate astăzi, deoarece unele dovezi au dispărut, ele sunt totuși argumente în favoarea ipotezei că Brucla se afla în zona comunei Stremț.
O așezare romană a fost descoperită și pe teritoriul hotarului satului Geomal, dar zidurile străvechii așezări sunt acoperite în întregime de un strat gros de pământ. Terenul se află în proprietatea cetățeanului Vasile Meteș care avea aici o plantație de viță-de-vie. Locul este cunoscut sub numele de „Cetățuie”. Și această așezare juca rolul unui castru militar, era așezată la poalele Măgurii Geomalului, 751 m și supraveghea circulația pe drumul strategic Apulum–Napoca. 
Pe teritoriul satului, spre sud de dealul Măgura (la altitudinea de 742 m deasupra n.m.), din locuri neprecizate provin fragmente de cărămidă romană cu urme imprimate, un denar de la Septimiu Sever (193-211 d.Hr.) și trei monede romane care se aflau în colecțiile Muzeului din Aiud.

## Tezaurele monetare descoperite la Stremț
În 1836 a fost descoperit în localitate un tezaur monetar compus din circa 40 de monede de aur scifate, de caracter celtic, cu inscripția BIATEC pe avers, iar pe revers imaginea lui Helios. Din acest tezaur face parte probabil și o monedă celtică de argint provenind tot de la Geoagiul de Sus, cu aceeași inscripție.
Al doilea tezaur monetar a fost descoperit întâmplător în 1951, pe versantul de est al Măgurii Geomalului, de tânărul Ioan Stoica de 15 ani. Coborând cu o turmă de oi spre sat, acesta observă într-o râpă făcută de ape, un obiect care sclipea și căutând atent a găsit un vas plin cu bani. Darnic nevoie mare, după ce și-a însușit o parte din bani, a dăruit rudelor și prietenilor din sat o mică parte din tezaur. Reprezentanți ai muzeului din Alba Iulia informați de descoperire, s-au deplasat la fața locului, unde cu ajutorul organelor locale și al cadrelor didactice au reușit să recupereze cele 216 monede ale tezaurului - din argint. Cei doi specialiști ai muzeului din Alba Iulia care s-au deplasat la fața locului pentru a verifica spusele norocosului cioban, dar și al locului unde a fost descoperit tezaurul au declarat următoarele: „Din datele privitoare la descoperirea tezaurului și din cercetarea amănunțită a terenului, rezultă cu suficientă certitudine că toate monedele au fost strânse pe seama muzeului din Alba Iulia, nu s-a produs nici un amestec cu monede străine, tezaurul este întreg și fără nici un adaos de piese neaparținătoare. Se susține inexistența vreunei așezări omenești în împrejurimile Măgurii Geomalului 742 m”.
Cei doi specialiști susțin, pe baza informaților conținute în izvoarele antice, a cercetărilor arheologice și descoperirilor monetare, că în anul 242 d.Hr. o puternică invazie a carpilor liberi a atins teritoriul Daciei malvensis și Daciei apulensis. Carpii, pătrunzând în Dacia au slăbit stăpânirea romană, au favorizat ridicarea la luptă a populației și au semănat panică în rândul clasei stăpânitoare, care pentru a-și salva avuțiile le-a ascuns în pământ. Așa se explică existența numeroaselor tezaure descoperite pe teritoriul județului Alba, provenite din acea epocă.
Tezaurul de la Geomal, ascuns în timpul împăratului Gordian III, cuprinde 216 monede, care „se întind” în timp peste 50 de ani, cuprinzând domnia a peste 12 împărați romani, după cum urmează:
Tezaurul de la Geomal, în întregime din argint, cântărește 684,83 grame, greutate medie a unei piese este de 3,17 grame, cu o valoare care, dacă se ține cont de uzura cauzată de circulația lor, poate fi apreciată ca normală. În general, monedele tezaurului s-au conservat bine, având în vedere că au stat îngropate în pământ peste 1700 de ani.
În prezent, tezaurul de monede imperiale de la Geomal face parte din inventarul muzeului de istorie din Alba Iulia, alături de multe piese descoperite pe raza comunei Stremț. 
Date prezentate în lucrarea „Tezaure monetare din Dacia romană și postromană” aflăm următoarele: 
„Tezaurul a fost descoperit pe panta de est a Măgurii Geomalului într-un vas de lut care nu a fost recuperat. Este alcătuit din 216 piese de argint (215 denari și un antonian), emisiunile se repartiază astfel pe emitenți: Commodus 3, Pescennius Niger 1, Cladius Albinus 1, Septimius Severus 43, Iulia Domna 21, Caracalla 24, Plautilla 6, Geta 13, Macrinus 2, Diadumenianus 2, Elagabalus 50, Iulia Soaemias 3, Iulia Maesa 6, Iulia Paula 1, Severus Alexander 35, Orbiana 1, Iulia Mamaea 1, Maximinus Thrax 2, Gordianus III 1 (antonian). Ultima emisiune este datată în anii 242-244 d.Hr. (conform cercetătorilor Mihail Macrea, Dumitru Protase, Șcș Cluj, V, 1954, 3-4, pag. 495-566)”. 
În opinia numismatei Viorica Suciu, ascunderea tezaurului poate fi pusă în legătură cu marele atac al carpilor din anii 245-247 d. Hr.

## Perioada migrațiilor
Pe un teritoriu restrâns din valea Mureșului, între Turda și Teiuș, în jurul anului 700, s-a conturat un centru de locuire caracterizat prin cimitire și morminte ce conțineau un bogat inventar de obiecte din bronz turnate, precum și piese de harnașament specific avare. Trecerea avarilor pe teritoriul județului Alba este atestat de dovezile materiale găsite la Aiud, Teiuș, precum și în văile afluente ale Mureșului din zonă, în imediata apropiere. În locul denumit „Viile” de la Stremț, a fost descoperit un mormânt cu cal ce conținea următorul inventar: 1 vârf de lance din fier, 2 scărițe și o zăbală din fier, probabil aparținând epocii avare (sec. VII), ajunse în patrimoniul muzeului de istorie din Cluj-Napoca.
Locuirea acestor meleaguri în perioada migrației popoarelor este atestată de fragmente de ceramică, vârfuri de săgeți, lame de cuțit din fier aparținând perioadei feudale timpurii din sec. XI-XII, descoperite la Stremț și aflate în patrimoniul muzeelor din Alba Iulia și Aiud. Pătrunderea triburilor slave în Transilvania a avut loc începând cu secolul al VII-lea.